# Adriano Domínguez
 (juillet 2018).
Pour les articles homonymes, voir Domínguez.
Adriano Domínguez Fernández est un acteur espagnol né le 4 janvier 1920 à Madrid (Espagne) et mort le 9 mai 2008. À partir de 1945, il mène une prolifique carrière, notamment dans les années 1960, avec plus de 150 rôles. Du théâtre, il a sauté au cinéma, où il a joué plus de 150 films dans toutes sortes de rôles. Son prestige en tant qu'acteur a dépassé nos frontières et il a participé à des coproductions cinématographiques et télévisuelles en France, en Angleterre, en Italie et en Allemagne. Il était membre de Fuerza Nueva et était un admirateur de Caudillo Francisco Franco et José Antonio Primo de Rivera.

## Filmographie partielle
- 1950 : Agustina de Aragón de Juan de Orduña
- 1951 : The Lioness of Castille de Juan de Orduña
- 1952 : Ronda española de Ladislas Vajda
- 1953 : Carne de horca - Jacinto
- 1953 : Vuelo 971
- 1954 : La patrulla
- 1954 : El Diablo toca la flauta de José María Forqué
- 1955 : Historias de la radio de José Luis Sáenz de Heredia
- 1955 : Marcelin, pain et vin (Marcelino, pan y vino) de Ladislas Vajda - moine
- 1956 : Le Muchacho (Mi tío Jacinto) de Ladislas Vajda
- 1958 : Les Bijoutiers du clair de lune de Roger Vadim - Fernando
- 1960 : 091 Policía al habla
- 1960 : Mi calle de Edgar Neville
- 1961 : Le Colosse de Rhodes de Sergio Leone
- 1962 : El balcón de la Luna
- 1963 : Scaramouche (La Máscara de Scaramouche) d’Antonio Isasi-Isasmendi
- 1963 : La Becerrada
- 1963 : Comme s'il en pleuvait (Tela de araña) de José Luis Monter
- 1963 : Le Bourreau (El verdugo) de Luis García Berlanga
- 1963 : Eva 63 de Pedro Lazaga
- 1965 : Un vampiro para dos de Pedro Lazaga
- 1967 : Les Aventures extraordinaires de Cervantes de Vincent Sherman
- 1968 : Un par un... sans pitié (Uno a uno sin piedad) de Rafael Romero Marchent
- 1970 : Trinita voit rouge de Mario Camus
- 1970 : Tristana de Luis Buñuel
- 1972 : Méfie-toi Ben, Charlie veut ta peau de Maurizio Lucidi
- 1974 : Une libellule pour chaque mort (Una libélula para cada muerto) de León Klimovsky
- 1980 : Los cántabros de Paul Naschy
- 1983 : El Cid cabreador
- 1984 : Memorias del general Escobar de José Luis Madrid
- 1986 : El viaje a ninguna parte de Fernando Fernán Gómez
- 1987 : Policía
- 1989 : Amanece, que no es poco de José Luis Cuerda